# Hohenölsen
Hohenölsen – dzielnica miasta Weida w Niemczech, w kraju związkowym Turyngia, w powiecie Greiz. Do 30 grudnia 2013 samodzielna gmina, wchodząca w skład wspólnoty administracyjnej Leubatal.